# 洛澗之戰
洛澗之戰是著名的淝水之戰的前奏戰，對淝水之戰的結果有關鍵性作用。

## 經過
前秦苻堅派遣梁成率領五萬人屯兵洛澗，謝玄則派遣劉牢之以五千精兵對抗。劉牢之率領參軍劉襲、諸葛求等人趁夜渡水，斬梁成及其弟梁雲等前秦將領，又分兵斷其歸津，前秦的軍隊奔潰，爭赴淮水，約一萬五千人死亡。秦晉洛澗之戰，劉牢之以五千兵大敗前秦五萬兵，為晉軍取得淝水之戰的勝利奠定了基礎。